# Protestantische Kirche (Walsheim)

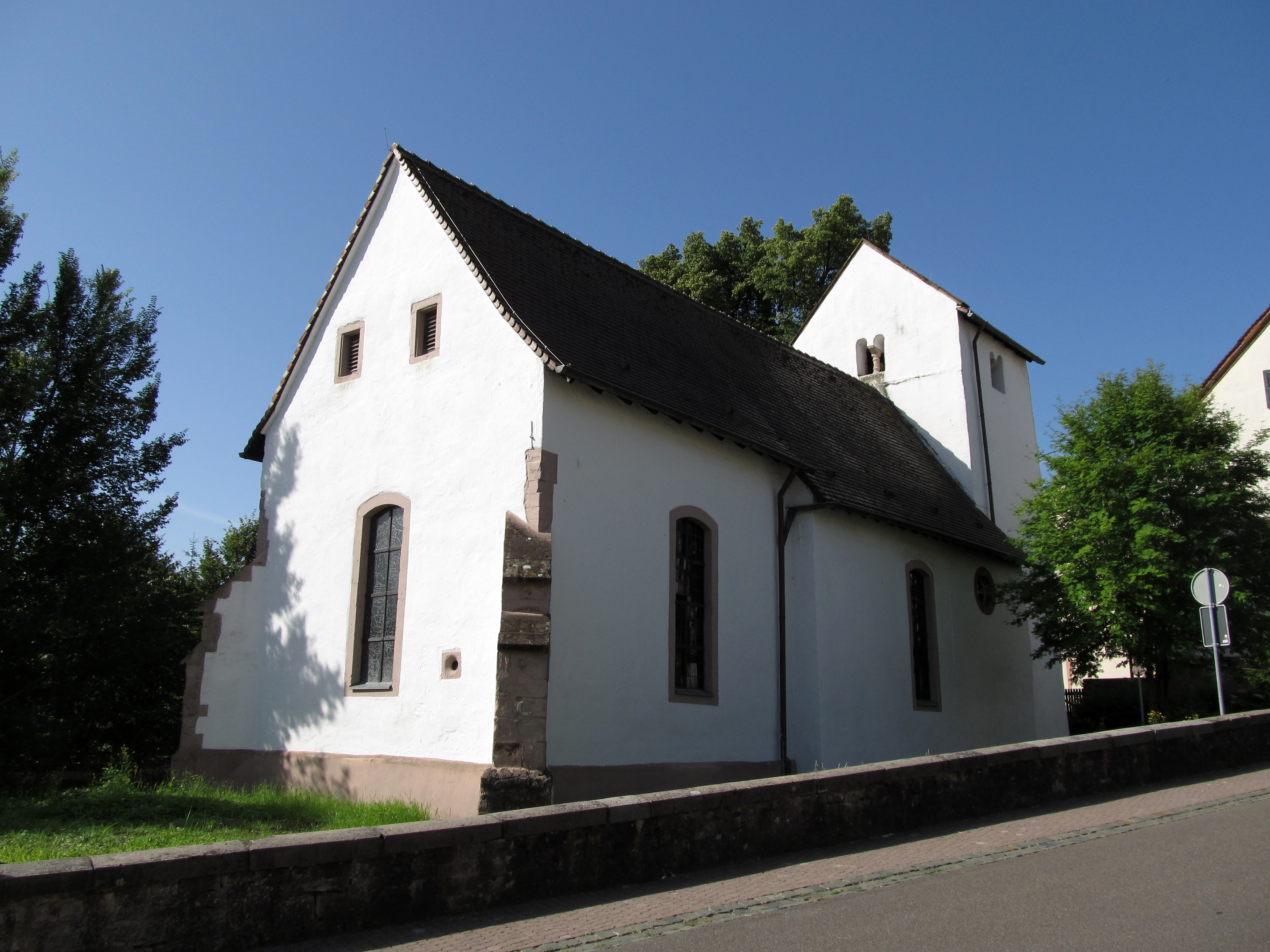
Die protestantische Kirche in Walsheim

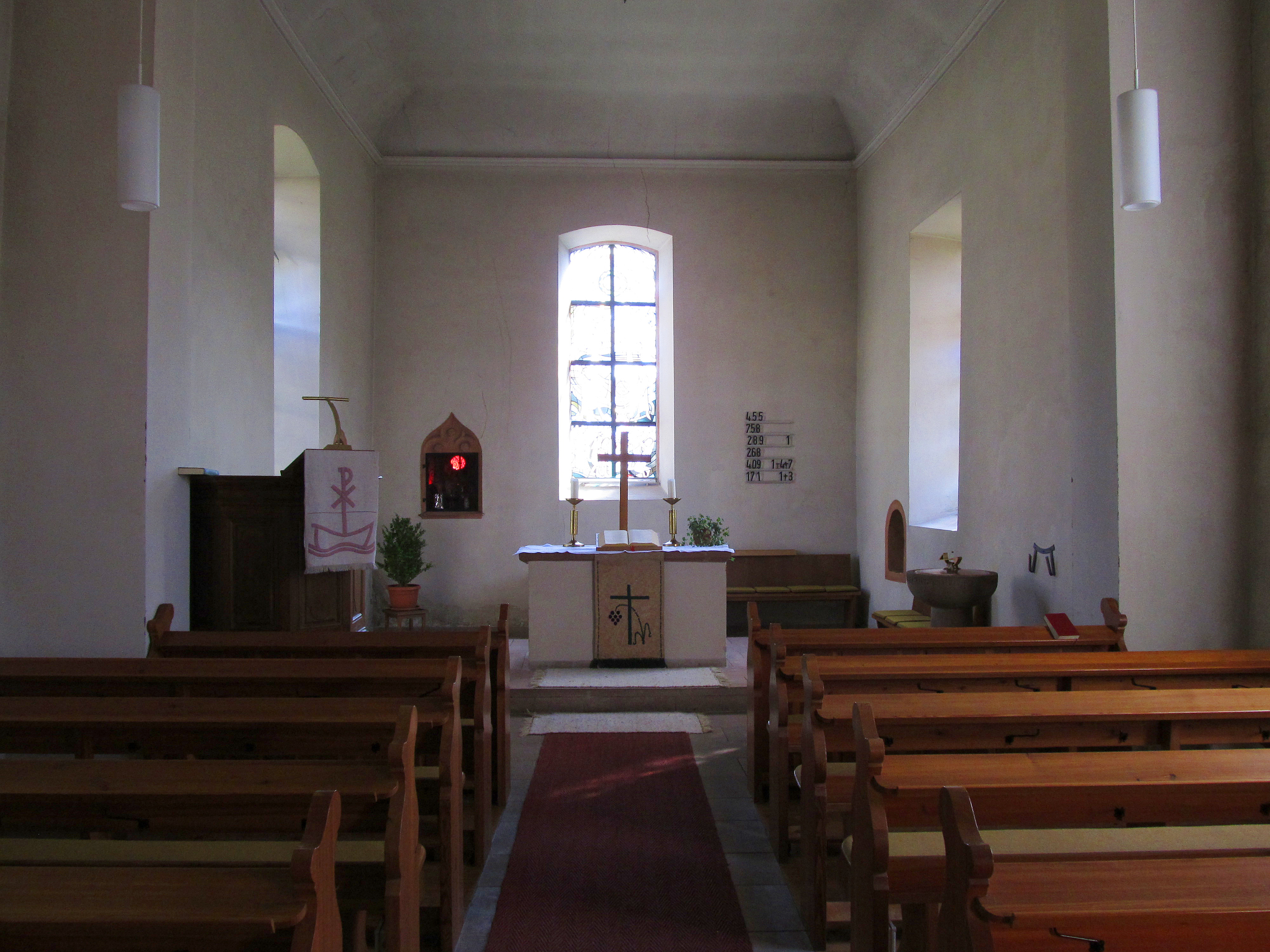
Blick ins Innere der Kirche

Die Protestantische Kirche Walsheim ist die Kirche der protestantischen Kirchengemeinde Walsheim im Kirchenbezirk (Dekanat) Zweibrücken der Evangelischen Kirche der Pfalz. Die Kirche ist ein typisches Beispiel für eine romanische Dorfkirche. In der Denkmalliste des Saarlandes ist die Kirche als Einzeldenkmal aufgeführt.

## Geschichte
Die Kirche reicht in ihren Ursprüngen bis ins 12. Jahrhundert zurück und war ursprünglich St. Michael geweiht. Aus dieser Zeit stammt auch der alte quadratische Turm mit zweiseitigen Satteldach, der als einer der ältesten aus der Gruppe der „Hornbacher Türme“ gilt. Auch die Schallarkaden mit der Mittelsäule zeigen den Hornbacher Einfluss. 1289 wurde ein gotischer Chor angebaut und die Kirche St. Margaretha und allen Heiligen geweiht.
Vom 17. Jahrhundert bis 1856 war das Gotteshaus eine Simultankirche und diente sowohl Protestanten als auch Katholiken. 1689 bauten die Katholiken eine eigene Sakristei an, die 1855 wieder abgebrochen wurde. 1750 kam es zum Umbau der Kirche, wobei das Langhaus in barocker Weise verändert wurde. 1855 wurde das heutige Eingangsportal mit dahinter liegender Vorhalle im Turm errichtet. 1945–50 und 1972/73 erfolgten Restaurierungen.

## Ausstattung
In der Ostwand des Chores befindet sich eine Sakramentsnische mit Blendmaßwerk und einem sogenannten „Oculus Dei“. Auch der Altartisch aus Sandstein mit gotischen Weihekreuzen aus dem 15. Jahrhundert ist bemerkenswert.

## Orgel

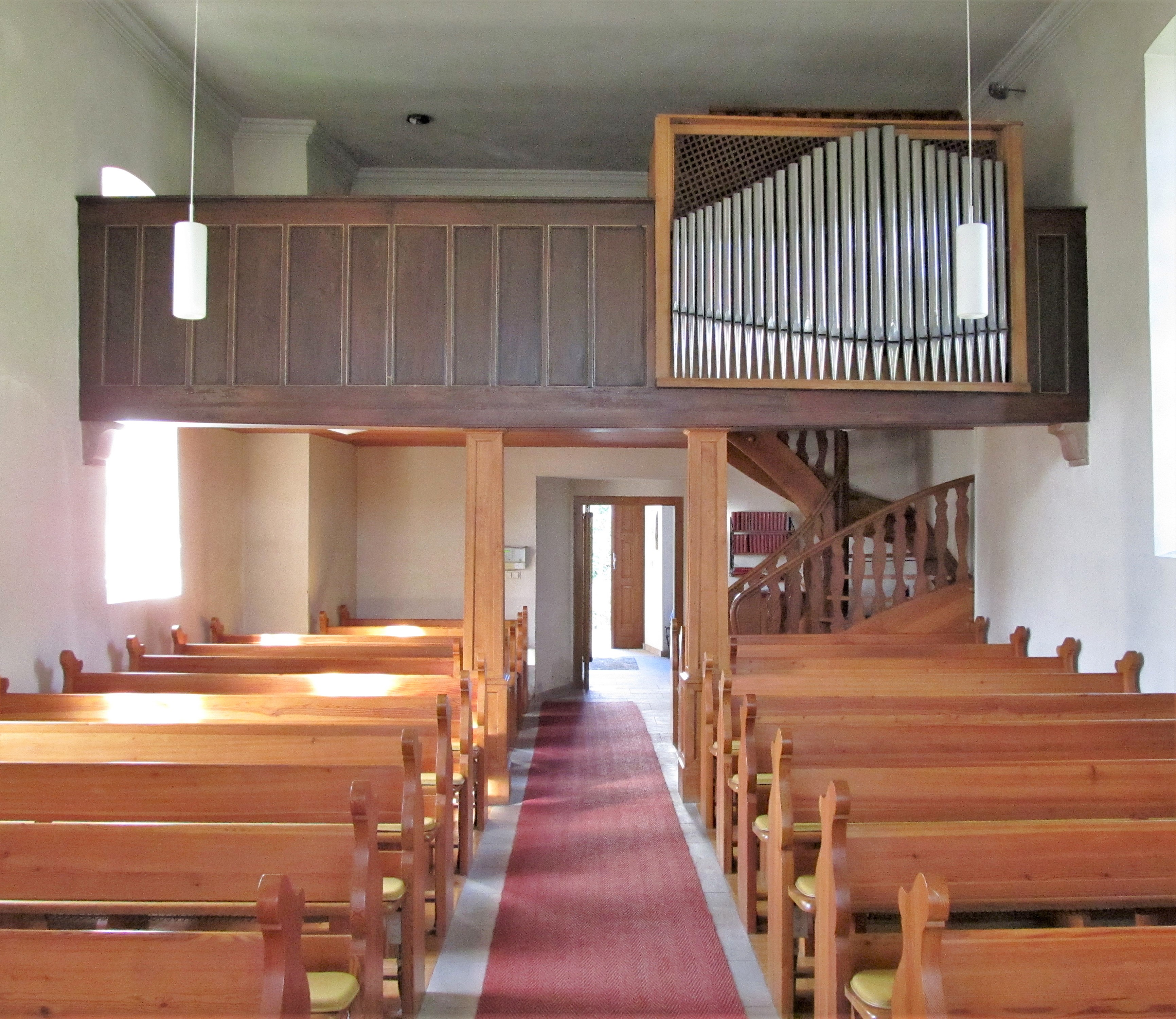
Blick zur Orgelempore

Die Orgel wurde 1958 von der Firma Hugo Mayer Orgelbau (Heusweiler) gebaut. Das einmanualige Instrument hatte ursprünglich 7 Register und ist seitlich in die Brüstung der Empore untergebracht. Der Spieltisch ist hinter dem Orgelgehäuse direkt an dieses angefügt. Die Windladen sind mechanische Schleifladen. Um 1975 wurde der pneumatisch angesteuerte Dulzian 16′ im Pedal aus Platzgründen entfernt. Seitdem verfügt die Orgel nur noch über 6 Register. 2005 erfolgte eine Restaurierung durch Dietmar Schömer (Bliesransbach).
| I Manual C–g3 |           |            |
| 1.            | Gedackt   | 8′         |
| 2.            | Prinzipal | 4′         |
| 3.            | Rohrflöte | 4′         |
| 4.            | Oktave    | 2′         |
| 5.            | Nasat     | 1 ⁄3′      |
| 6.            | Mixtur IV | [ Anm. 1 ] |

| Pedal C–f1 |             |
|            | Pedalkoppel |

Anmerkungen
1. ↑  tatsächlich nur 3-fach